# Bernard Brodie
Bernard Beryl Brodie (Liverpool, 7 de agosto de 1907 — Charlottesville, 28 de fevereiro de 1989) foi um farmacologista britânico.

## Pesquisa
Sua descoberta mais significativa foi que as respostas animais e humanas às drogas não diferem significativamente. Este foi pioneiro no conceito de que os níveis de drogas no sangue devem orientar as dosagens terapêuticas e estabeleceu a base para a quimioterapia da malária.
Junto com Julius Axelrod, ele descobriu que acetanilida e fenacetina se metabolizam em paracetamol. Ao contrário de seus precursores, o paracetamol não causa metemoglobinemia em humanos.
Brodie também pesquisou drogas anestésicas e hipnóticas e descobriu que a procainamida era eficaz no tratamento de pacientes com graves irregularidades no ritmo cardíaco. Ele também foi pioneiro em uma terapia medicamentosa para a gota.
Brodie foi o primeiro cientista a determinar como os neuro-hormônios, serotonina e norepinefrina, afetam o funcionamento do cérebro, levando a uma compreensão de como as drogas antipsicóticas podem ser usadas efetivamente no tratamento de distúrbios mentais e emocionais. Ele também propôs uma nova linha de ataque à esquizofrenia , levando a estudos de como os impulsos nervosos no cérebro são transmitidos ao longo de vias particulares das células nervosas.

Sua carreira científica foi a base de uma biografia popular recente, Apprentice to Genius, de Robert Kanigel, que descreve como um grupo de cientistas, liderado por Brodie, fez avanços premiados na ciência biomédica durante um período de 40 anos.